# (1121) Natascha
Natascha es el asteroide número 1121 perteneciente al cinturón de asteroides. Fue descubierto por la astrónoma Pelagueya Shain desde el observatorio de Simeiz, el 11 de septiembre de 1928. Su designación alternativa es 1928 RZ. Está nombrado en honor de Natalia «Natasha» Tichomirova, hija de Grigori Neúimin.